# 拉斐爾·蘭迪瓦爾大學
拉斐爾·蘭迪瓦爾大學（西班牙語：Universidad Rafael Landívar）是羅馬天主教耶穌會於1961年在瓜地馬拉創辦的一所男女同校之大學。得名于该国18世纪诗人拉法耶·蘭帝瓦。

## 校區
拉斐爾·蘭迪瓦爾大學主校區位於瓜地馬拉市第十六區，在克察爾特南戈、韋韋特南戈、科班、薩卡帕和基切省設有分校區。

## 學院
拉斐爾·蘭迪瓦爾大學設有政治學院、人文科學院、工程學學院、神學院、法律與社會科學學院、經濟學與商業學院、農業科學與環境科學學院、建築學與設計學院及健康科學院。

## 校長
拉斐爾·蘭迪瓦爾大學現任校長為邁諾·魯道夫·平托·索利斯神父。